# Воронина, Татьяна Викторовна
Татья́на Ви́кторовна Воро́нина (род. 5 марта 1959, Москва) — советская и российская певица и композитор, известна как исполнительница песен из кинофильма «Мэри Поппинс, до свидания».

## Биография
Татьяна Воронина родилась 5 марта 1959 года в Москве. Её мать солировала в хоре Пятницкого.
Начала петь и сочинять музыку в детстве, участвовала в школьных концертах. Окончила джазовое отделение эстрадного училища.
В 1983 году записала песни Мэри Поппинс на музыку Максима Дунаевского к фильму Леонида Квинихидзе «Мэри Поппинс, до свидания» («Ветер перемен», «Леди Совершенство», «Цветные сны», «Брадобрей»).
С 1988 года поёт в церковном хоре. В 1997 году запустила серию музыкальных дисков «Сеятель»:
- Первый альбом — сольный и композиторский диск с духовными песнопениями авторов XIX века из сборника отца Николая Гурьянова (с острова Залита) «Слово Жизни».
- Второй альбом был выпущен к 850-летию Москвы под названием «Россия, ты, моя», посвящённый новомученикам и исповедникам российским.
- Третий альбом был записан в 2005 году, на слова московского старца Леонида Сидорова под названием «Храни в сердце печаль».

Выпустила музыкальный проект «Да и нет» на стихи архиепископа Иоанна Шанхайского и Сан-Францисского вместе с музыкантами Вадимом Голутвиным, Александром Чиненковым, Петром Макиенко, Антоном Давидянцем, Федором Досумовым, Николаем Сидоренко и др.

## Семья

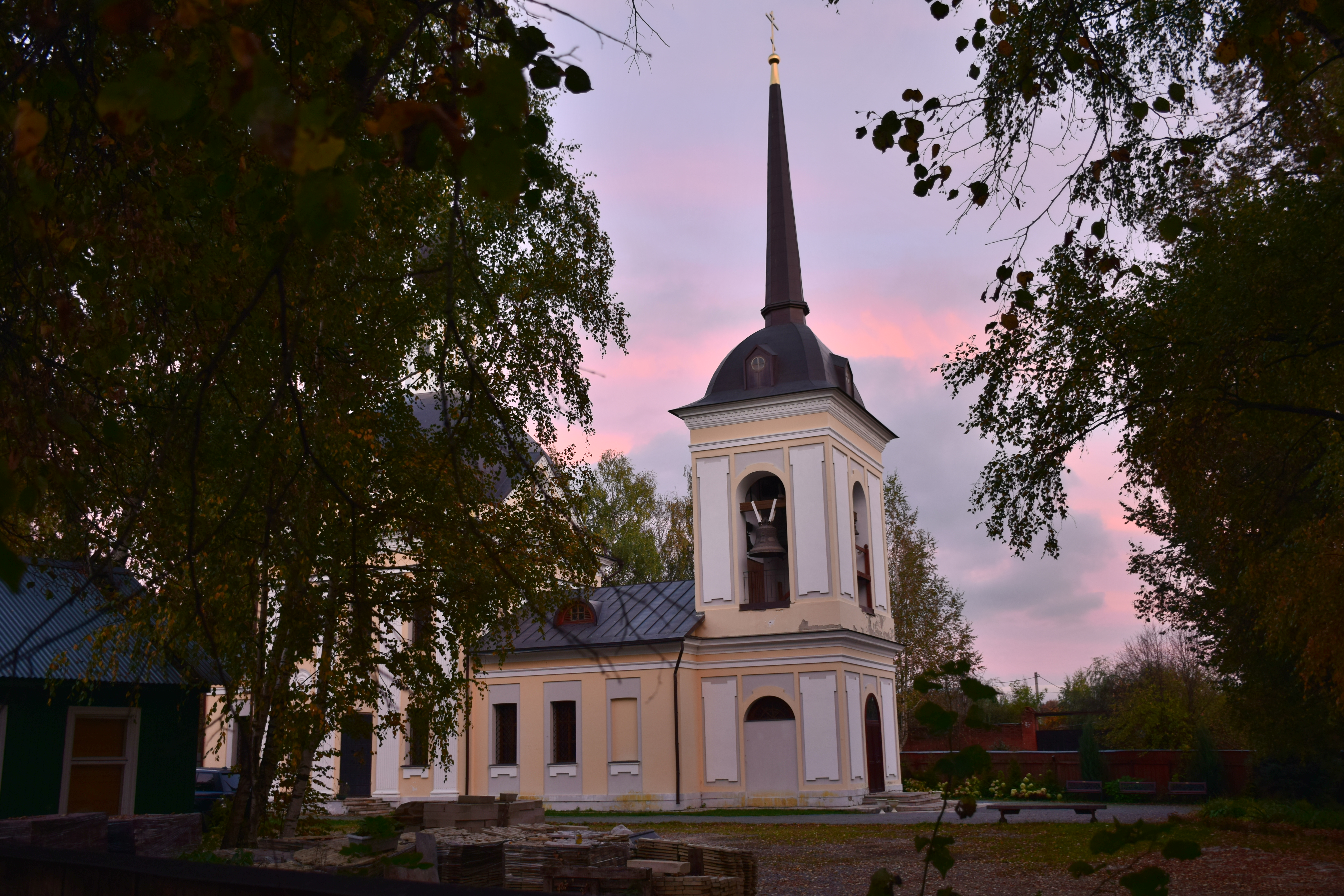
Церковь Троицы Живоначальной в Мартемьяново

Муж — Владимир Иванович Воронин (род. 1955) — протоиерей, настоятель Троицкого храма в деревне Мартемьяново, закончил МЛТИ, бывший барабанщик группы «СВ» («Воскресение»). Познакомились в Доме культуры на улице «Правды», где в ВИА набирали музыкантов. Через год музыканты поженились, через два — родился сын Антон.

## Дискография
- 1984 — Винил «Мэри Поппинс, до свидания!»
- 1997 — «Слово Жизни»
- 1997 — «Россия, ты, моя»
- 2005 — «Храни в сердце печаль»
- 2011 — «Да и нет»